# Kosowe Pole (kotlina)

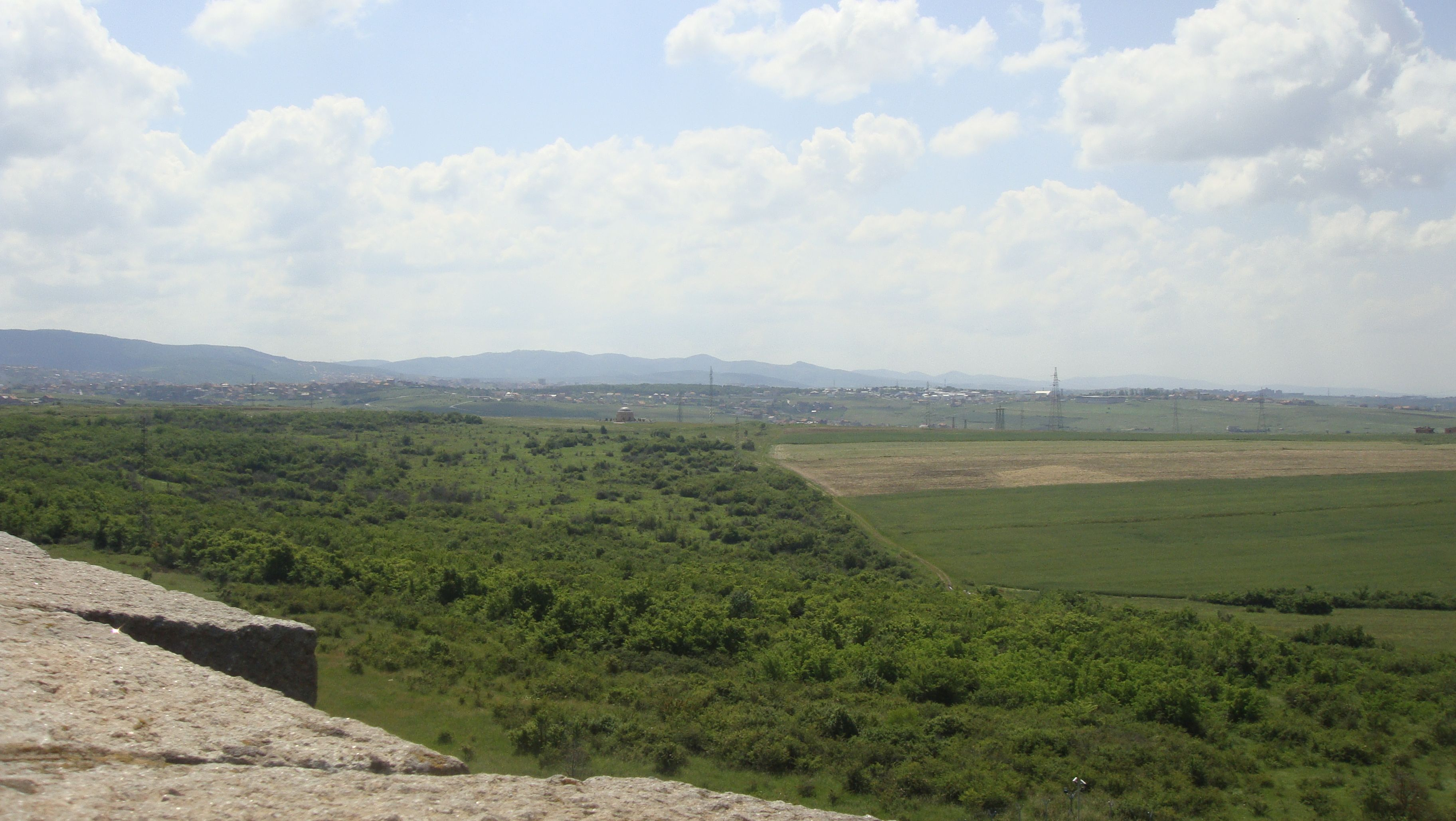
Kosowe Pole

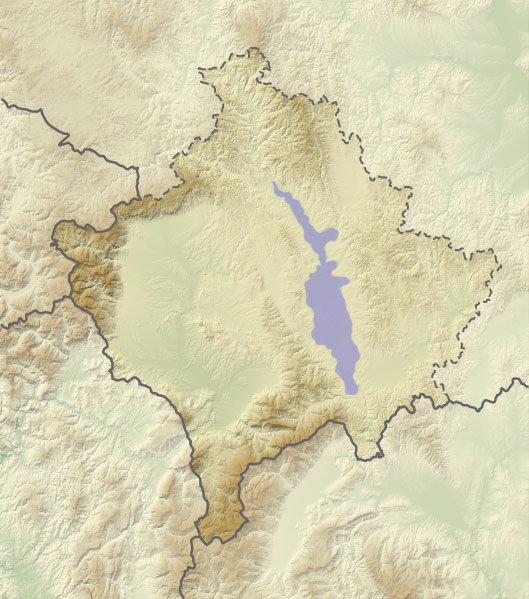
Mapa Kosowego Pola na tle Kosowa

Kosowe Pole (alb. Fusha e Kosovës; serb. Косово поље, Kosovo polje) – kotlina tektoniczna w Kosowie, na Półwyspie Bałkańskim w Europie Południowej, między górami Kopaonik na północy i Szar Płaniną na południu. Rozciąga się na długości 84 km i ma do 14 km szerokości. Wznosi się na 500–700 m n.p.m. Powierzchnia kotliny ma charakter równinny, pagórkowaty. Zbudowana jest głównie ze starych osadów jeziornych i rzecznych. Klimat umiarkowany kontynentalny, roczna suma opadów wynosi 600–700 mm. Przez kotlinę przepływa Sitnica. W regionie uprawia się kukurydzę, pszenicę, jęczmień, u podnóży gór występują sady i uprawy winorośli. Znajdują się tu także złoża lignitu i magnezytu. Głównymi miastami Kosowego Pola są Prisztina, Mitrowica i Ferizaj.

## Historia
W starożytności krzyżowały się tu ważne szlaki handlowe. W bitwie na Kosowym Polu 15 czerwca 1389 roku wojska tureckie dowodzone przez Murada I zadały druzgocącą klęskę Serbom i sojuszniczym wojskom słowiańskim pod wodzą księcia serbskiego Łazarza. W efekcie bitwy prawie cała Serbia, z wyjątkiem części naddunajskiej, stała się lennem sułtana, tracąc niepodległość na niemal 500 lat. Bitwa i wydarzenia z nią związane stały się jednym z głównych tematów serbskiej poezji ludowej, trafiły także do literatury. Druga bitwa na Kosowym Polu rozpoczęła się 17 października 1448 roku. W bitwie tej wojska Jánosa Hunyadyego zostały rozbite przez oddziały sułtana Murada II. Bitwa otworzyła Turkom drogę do podboju reszty Bałkanów. W czasie I wojny światowej, w listopadzie 1915 roku wojska serbskie poniosły na Kosowym Polu klęskę w walkach z siłami austriacko-węgierskimi, niemieckimi i bułgarskimi, czego następstwem było wycofanie się wojsk serbskich z Serbii na wybrzeże Morza Adriatyckiego. Podczas II wojny światowej, w październiku i listopadzie 1944 roku na Kosowym Polu miały miejsce walki wojsk bułgarskich, jugosłowiańskich i albańskich z wojskami niemieckimi.